# Історія Казахстану
Історія Казахстану — це події на території сучасного Казахстану з початку розселення там людей.

## Давні часи
Перші люди заселили територію Казахстану ще в кам'яну добу. Вони були переважно кочівниками. З культур бронзової доби відомі Бегази-Дандибаєвська, Андронівська, Ботайська та Карасукська культури.

## Середньовіччя
Історичні корені казахів походять від тюркських племен, що заселяли простори степу між сучасними Росією і Китаєм у VIII ст. до н. е., і монголів, які переселилися на ці землі у ХІІІ ст.
У ХІІІ ст. казахська територія ввійшла до складу імперії Чингісхана. Після смерті Чингісхана 1227 року, імперію було розділено між його нащадками. Більша частина сучасного Казахстану ввійшла до улусу його сина Чаґатая, західна та більшість північних районів Казахстану було включено до імперії Золотої Орди, якою керував хан Батий, онук Чингісхана.
Географічне становище Казахстану значною мірою сприяло його розвитку. Відрізок великого караванного маршруту, відомого як Великий Шовковий шлях, що з'єднував Візантію і Китай, проходив через південну частину країни. Не менш важливе значення мали караванний маршрут уздовж річки Сирдар'ї, що веде до південного Уралу і суміжних територій, а також торговельний маршрут, що проходив через Центральний Казахстан і Алтай до південно-західних областей Сибіру. На шляхах слідування караванних маршрутів з'являлися торгові міста і караван-сараї, інтенсивно розвивалися торгівля і сільське господарство. Отрар (сучасний Фараб) і Тараз були найбільшими і найвідомішими торговими центрами.
Місцеві і кочові племена, які прибули з Алтаю, започаткували формування казахської національності. У другій половині XV ст. з'явилося перше Казахське ханство, а остаточне формування казахської нації, створеної шляхом змішування монголів і тюрків, відносять до першої половини XVI ст. Слово «казах» у перекладі з давньотюркської означає «вільний і незалежний кочівник».
На початку XVI ст. казахські кочові племена об'єдналися для створення великої імперії під проводом хана Касима. Однак незабаром казахи знову розмежувалися на ворогуючі між собою племена. В результаті цієї міжусобної боротьби сформувалося три основних клани — Велика Орда (Ули Жуз) у південно-східній частині сучасного Казахстану, Середня Орда (Орта Жуз) у центральній частині степу, і Мала Орда (Кіши Жуз) між Аральським морем і річкою Урал на заході. Кожна орда складалася з безлічі племен, якими керували хани. Хан Хак-Назар досягнув успіху в об'єднанні казахських жузів у 1538—1580 роках, однак у XVII ст. казахські племена знову розпалися. У 1680-х рр. казахи воювали зі східними загарбниками ойратами, що складалися з чотирьох монгольських племен, включаючи джунгарів, яких приваблювали казахстанські землі. Попри те, що казахські жузи об'єднали свої зусилля на час війни, джунгарські набіги повністю розорили казахів у 1720 р. Ці роки увійшли в історію як «Роки великого лиха».

## Приєднання до Росії

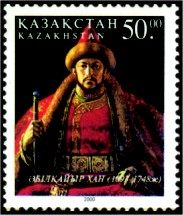
Абулхаїр-хан, хан Молодшого жузу, поштова марка Казахстану (2001 рік).

На межі XVI—XVII ст. козаки з Росії почали осідати на річці Урал. Наприкінці XVII ст. між козаками і Російським імперським урядом було укладено офіційну угода, згідно з якою козаки захищали російський кордон в обмін на право володіння землею та місцеву автономію. На початку XVIII ст. козаки заснували лінію поселень й укріплень через північний казахський кордон для захисту російського кордону, який на той час поширювався у східному напрямку до Сибіру. Під час нападів джунгарів казахи неодноразово зверталися до Росії з проханням про захист і постачання зброї. Росія на той час не бажала бути втягнутою у ці війни, однак згодом казахські жузи заявили про відданість Росії в обмін на захист з її боку. У 1731 році Молодший жуз склав присягу вірності Росії, згодом до нього приєдналися Середній жуз у 1740 році і Великий жуз у 1742 році, попри те що частина його території у 1757-1781 рр. знаходилась у підпорядкуванні китайської династії Цін. Хани всіх жузів обіцяли захищати російський кордон, суміжні з казахськими території, російські торгові каравани у степах, а в разі необхідності, надавати воїнів для російської армії, а також виплачувати данину Росії. Поступово Росія зайняла панівне положення в місцевому управлінні, почала обмежувати повноваження казахських ханів і нав'язувати російську адміністративну систему. В міру того як зростав російський вплив ханська влада слабшала. У 1790-х роках почалися повстання казахів проти російського правління, вони були малоефективними і призвели до ухвалення Росією рішення про скасування казахської автономії. Казахські жузи втратили незалежність у такій послідовності — Середній жуз 1822 р., Молодший — 1824 р., і Старший — 1848 р., таким чином, усі казахські землі ввійшли до складу Російської імперії.
| Молодший жуз | Середній жуз | Старший жуз |

Приблизні території жузів на початку XX сторіччя.
{

У 1860-х р. Росія почала великомасштабний воєнний наступ на південь, щоб забезпечити вільний доступ до Хіви й інших торгових центрів півдня Середньої Азії. У 1880-х роках російські військові захопили всю Середню Азію. Козацькі застави перетворилися на селянські поселення, оскільки росіяни й інші слов'яни все більше переселялися в степи. В період між 1906 і 1914 рр. приплив поселенців становив у середньому понад 140 тисяч на рік.

## Національно-визвольна боротьба казахського народу

### Національно-визвольна боротьба казахського народу 1824—1864рр.
У 20-х роках XIX ст. Росія починає великомасштабний наступ на Казахстан з метою остаточного його підкорення та перетворення в колонію. Цей наступ вівся за трьома основними напрямками:
1. Військове закріплення — будівництво нових укріплених ліній, збільшення гарнізонів, створення козацьких поселень.
2. Політичне закріплення — проведення адміністративних заходів, що обмежують права казахів.
3. Економічне закріплення — масове захоплення казахських земель, введення численних податків.
Сукупність цих заходів і склала зміст колоніальної політики царизму в Казахстані. У відповідь на це казахи всіх жузів піднялись на боротьбу з агресією, і колоніальне завоювання затяглося на цілих 40 років.

#### Колоніальні заходи в молодшому та середньому Жузі 1822—1814
На початку XIX ст. стало чітко вимальовується величезне стратегічне значення Казахстану, розташованого між Росією, середньоазіатськими ханствами й Китаєм. Для подальшого просування в Азію Росії було потрібно зміцнитися, перш за все, в казахських степах. Активізація колоніальної політики пояснювалася також економічними інтересами зростаючої російської буржуазії. Казахстан привертав російських купців як джерело тваринницької сировини та ринок збуту промислових товарів, неконкурентноспроможних на західному ринку.
Користуючись арештом Арингази і смертю Уалі хана, колоніальна адміністрація вирішила перейти в наступ на степ. Спираючись на частину султанів, відданих російській владі, царат створив у Північному та Західному Казахстані нову систему управління, засновану на «Статуті про сибірських киргизів» і «Статуті про оренбурзьких киргизів».
«Статут про сибірських киргизів 1822 р» був розроблений під керівництвом М. Сперанського. Після поділу Сибіру на дві частини (1822 р.) територію Казахської степу було дораховано до Західного Сибіру, головне управління якою до 1839 р. знаходилося в Тобольську, з 1839 р. — в Омську. За Статутом, Область сибірських киргизів поділялася на зовнішню та внутрішні округу. До зовнішньої округи ввійшли казахи, що кочували за р. Іртиш. З 1822 р. по 1838 було утворено 7 округів — Каркаралінський, Кокчетавський, Аягузький, Акмолінський, Баянаульський, Кушмурунський і Кокпектинський. На чолі округів стояли окружні накази «Дуан», де зосереджувалися адміністрація, поліція, суд. Накази очолювали ага-султани, при них працювали чотири засідателі, два російських чиновники, що призначалися губернатором і два казахи, які обирають на два роки почесні бії та старшини. Старший султан обирався, відповідно до положень Статуту, на зборах султанів на три роки. Йому надавалося на час служби звання майора. На диплом дворянина могли претендувати ті, що успішно витримали три вибори.
До округу входило від 15 до 20 волостей. На чолі волостей стояли волосні султани, щоправда, через їх брак у багатьох пологах на цю посаду обирали представників «чорної кістки». За своїм становищем вони прирівнювалися до чиновників 12 класу, їхня влада була виконавчою: виконання наказів, постанов дуана та судових вироків.
Кожна волость складалася з 10-12 аулів. Аульні старшини обиралися кожні три роки, затверджувалися окружним наказом. Кожен із таких адміністративних аулів об'єднував від 50 до 70 юрт-шанираків. При організації округів і волостей розробляється родовий поділ, із цим поєднувались і територіальні ознаки. Кожен округ отримував певну територію.
Судові справи ділилися на кримінальні та цивільні. Найсерйозніші справи вилучалися з відання Бійського суду. Але навіть при розгляді менш важливих питань рішення суду біїв могли оскаржуватися до окружних наказів. Статут увів податкову систему — кожне господарство має платити уряду ясак в розмірі однієї голови з 100 голів худоби. До цього числа не входять верблюди — основна в'ючна тварина, необхідна для розвитку торгівлі. Перші п'ять років казахи, що прийняли Статут, звільнялися від податків. Документом передбачалися й інші види повинностей — охорона караванів, гужова повинність, пошта, спостереження за шляхами сполучення.
«Статут про сибірських киргизів» мав сприяти цивільній і військовій колонізації Північно-Центрального Казахстану, закріпленню казахських аулів на певній території, організації нового політико-адміністративного управління, що посприяло би завершенню приєднання Казахстану до Росії.
«Статут про оренбурзьких киргизів 1824» було розроблено в 1822 р. Оренбурзьким генерал-губернатором П. Ессеном. Проект аналогічного статуту для Молодшого жузу було ухвалено Азійським комітетом 1824 року. Сергази було викликано до Оренбурга і залишено там на постійне проживання з платнею 150 рублів сріблом на місяць. Через це одразу ж було ухвалено рішення про скасування ханської влади.

#### Останній хан Молодшого жузу
Молодший жуз було поділено на три частини: західну — з родів баюли; середню — жетиру і частково алімули: східну — з алімули, а також кипчаків і аргинів. Султани-правителі, поставлені на чолі частин, по суті були чиновниками Оренбурзької прикордонної комісії, куди ввійшли голова, по чотири радники та засідателі із заможних казахів. За своїми обов'язками комісія виконувала функції губернського правління.
При кожному султані-правителі знаходився козацький загін під командуванням офіцера. Ставки їх знаходилися в козачих станицях й укріпленнях. Як султани-правителі, так і їхні помічники ставилися із стану султанів.
Усі посадові особи в Молодшому Жузі, починаючи від аульного старшини й закінчуючи султаном-правителем, призначалися Оренбурзьким генерал-губернатором за рекомендацією прикордонної комісії.
Упровадження положень цих документів означало колоніальне закабалення Казахстану, що, природно, викликало вибух обурення в степу. Почалися локальні виступи, які згодом вилились у визвольну війну проти Росії.

#### Початок війни в молодшому Жузі
Як уже говорилося, 1823 р. батир Жоламан Тленшіули оголосив Росії війну. Приводом стало будівництво Ново-Ілецької лінії. Найкращі землі в районі Жаіка і Ілека були відібрані у казахів і віддані під козачі хутори. Неодноразові письмові звернення Жоламана до Оренбурга не дали результату. Крім того, продовжували утримувати в полоні хана Арингази і багатьох старшин Молодшого жузу. Зневірившись домогтися їх звільнення і повернення земель мирним шляхом, Жоламан починає військові дії проти Росії.
Казахи Молодшого жузу, які підтримали заклик Жоламана, почали нападати на прикордонні укріплення й аули султанів-правителів. Каральні експедиції не мали успіху.

#### Початок війни в Середньому Жузі
В цей же час піднімаються на боротьбу з колонізаторами й казахи Середнього жузу, на чолі яких став султан Саржан Касимули.
Для впровадження положення Статуту та будівництва військових укріплень до степу було вислано два загони, один під командуванням підполковника Броневського, інший — підполковника Григоровського. 1824 р. за активної участі проросійськи налаштованих султанів закладено фортеці Кокчетав і Каркаралінськ і відкрито відповідні накази. Почалися стихійні антиросійські рухи в Північному та Центральному Казахстані.
На чолі казахських загонів став султан Саржан, який протягом дванадцяти років вів невтомну боротьбу з російськими колонізаторами і ага-султанами, вимагаючи виведення військ з казахських степів і знищення наказів і фортець. 1826 р. загони Саржана зробили похід на Каркаралінський наказ. На допомогу обложеним в Каркаралінську прийшли російські війська сотника Карбишева, і Саржан був змушений відступити.
1832 р. російські загони заклали Акмолінську фортецю й відкрили Акмолінський наказ. У той же час загін сотника Потаніна завдав поразки Саржану в урочищі Сулу-Коль. Ці невдачі спонукали Саржан звернутися до кокандської влади з пропозицією про укладення союзу проти Росії. Ташкентський керівник — кушбегі — погодився з цією пропозицією. 1834 р. об'єднане військо зайняло район гір Улитау і заклало фортецю Корган, але загін генерала Броневського розтрощив ташкентців і змусив Саржана залишити територію Центрального Казахстану. 1836 р. ташкентський кушбегі, злякавшись посилення впливу Саржана на півдні Казахстану, підступно вбив його разом з братами Есенгельди й Ержаном.

#### Повстання казахів Бокеївського ханства
Постійні утиски царських чиновників і їхніх прислужників-родичів Жангір-хана призвели до збільшення стихійного обурення казахів Бокеївського ханства, що вилилося 1837 р. в збройне повстання, очоленого батиром Ісатай Тайманули (Ісатай Тайманов), Махамбет Отемісули (Махамбет Утемісов) і султаном Каіпкалі Есімули.
Великі сили повстанців декількома загонами стали наближатися до ставки Жангіра, дорогою знищуючи будинки ханських чиновників. Восени почалася облога ханської ставки. З російських фортець, з Астрахані, Уральська й Оренбурга вийшли війська для придушення повстання. 30 жовтня Ісатай був змушений зняти облогу і відступити. Проте відірватися від переслідування йому не вдалося. 15 листопада в урочищі Тастюбе відбувся бій з карателями, що закінчився поразкою казахів.
У грудні Ісатай і Махамбет із невеликим загоном прорвалися через прикордонну лінію і пішли на територію Молодшого жузу. Зв'язавшись із Жоламаном і Каіпкалі, вони почали збирати нову армію. Навесні 1838 р. на масліхаті в Молодшому жузі було вирішено укласти союз з Хівою й оголосити війну «газават» проти Росії. До кінця 1838 казахські загони налічували близько 2 тисяч осіб.
Надаючи великого значення військовим приготуванням Каіпкалі, Ісатая і Махамбета, боючись їхнього об'єднання з Кенесари, царський уряд виділив спеціальні війська на чолі з підполковником Геке. Остання битва відбулася в районі Ілецького захисту (рос. Илецкая защита). Султану Каіпкалі вдалося втекти від переслідуючих, а Ісатай загинув. Багато батирів після цього приєднались до Жоламана і Кенесари, а Махамбет відправився в Хіву і став спільно з Каіпкалі готувати нове повстання в Бокеєвському ханстві.
Таким чином, на першому етапі в 1824—1832 рр. народно-визвольна війна носила характер локальних воєнних виступів. У Молодшому Жузі вони були очолені Жоламаном Тленшіулі, у Бокеївському ханстві — Ісатаєм і Махамбетом, у Середньому Жузі — султаном Саржаном Касимули. І тільки з приходом до керівництва рухом султана Кенесари Касимули розрізнені сили казахів об'єднуються, і війна входить в новий етап.

#### Повстання Кенесари Касимова 1837—1841
Перехід керівництва рухом Кенесари.
Смерть Сар Жана ненадовго зупинила подальше зростання національно-визвольного руху казахів. Проте вже влітку 1837 р. розпочався новий, потужніший виступ, очолюваний братом Саржан — Кенесари.
Сам Кенесари не раз зазнавав переслідувань із боку колоніальної влади. В одному зі своїх листів генерал-майору Генсу Кенесари докладно перелічує, як його особисто, за намовою султана Джамантая Букеева, що посилається в степ, загони руйнували 1825, 1827, 1830, 1832, 1836 р. Кенесари бився спочатку під керівництвом свого батька Касима, а потім брата Саржана. Перша згадка про участь 23-річного Кенесари в загонах Саржана стосується 1825 р. Як керівник казахських загонів він виступив на арену лише після вбивства його батька і брата.
Ставши на чолі національно-визвольного руху, Кенесари відмовляється від політики своїх братів, які шукали опору в «єдиновірних» середньоазіатських ханствах. Він вирішує вести боротьбу на два фронти — проти царської Росії і середньоазіатських ханств, в першу чергу, проти Коканда, який поневолив частину казахського народу. Власне збройному виступу передувала низка спроб прибрати систему укріплень на землях Середнього жуза листами, адресованими сибірським владі, але вони залишалися без відповіді.
Навесні 1837 Кенесари з невеликим загоном з'являється на території Акмолинської округи. Казахи стали масово стікатися під його знамена. На чолі окремих загонів стали як найближчі родичі Кенесари-Науризбай, Абилгази, Альжан, бопа ханум, так і неродовитої батири з народу — Агибай, Жанайдар, Іман Дулатули, Жоламан Тленшіули, Бухарбай. Крім того, в загонах Кенесари було багато втікачів-російських солдатів, засланих поляків, башкирів. Башкири і росіяни виливали гармати, виготовляли рушниці, навчали казахських воїнів пішому строю. Один із втікачів, ім'я якого невідомо, служив особистим секретарем Кенесари. Крім того, на першому етапі до нього приєдналася частина султанів і біїв, які перебували на російській службі, частково переслідуючи свої інтереси, частково від страху перед Кенесари.

##### Успіхи казахської армії
Влітку 1837 було розгромлено каральні загони Чірікова і під владою Кенесари виявилися території Акмолинської, Кокчетавської, Каркаралінської та Баянаульскої округ. На початку 1838 розрізнені загони казахів об'єднуються під владою Кенесари. Навесні він скеровує посольство західносибірському губернатору Горчакову зі спеціальним листом-протестом проти політики російської влади.
У своєму листі Кенесари вимагав знищення укріплених пунктів на казахській території, повернення відібраних пасовищ, у разі невиконання залишаючи за собою право продовжити війну. Представникам султана не вдалося доставити листа Горчакову. Дорогою до Омська вони були схоплені й передані до суду. Зрив переговорів із Росією змусив Кенесари відновити активні дії.
Загони казахів розгромили загін військового старшини Сімонова, аули ага-султана Конуркульджі Кудаймендіна, напали на Аманкарагайскій наказ. Влітку 1838 війська Кенесари зосередилися в Акмолинської фортеці. 7 серпня після запеклого штурму фортецю було взято, усі її укріплення зірвано, а споруди спалено. Комендант фортеці Карбишев і Конуркульджа під покровом темряви втекли. Після цього впродовж осені казахи продовжували партизанську боротьбу, систематично нападаючи на накази, пікети і роз'їзди, спустошуючи аули султанів-правителів і перериваючи комунікації. Тоді ж загони Кенесари починають переходити в райони річок Торгау і Иргиз з метою об'єднатися із загонами Молодшого жузу, очолюваними Жоламан-батиром.
Із кінця 1838 райони Торгая й Иргизу стають основною базою казахських загонів, а військо Кенесари об'єднує більшість пологів Середнього і Молодшого жузів. Колоніальна адміністрація, бачачи марність каральних експедицій углиб степу, змінює тактику й укладає перемир'я з казахами. 1840 р. Кенесари отримав амністію, було повернено з полону його родичів, припинено каральні походи російських військ до степу, почалися переговори між казахами та російським урядом.

##### Відновлення Казахської держави
Із 1840 починається новий етап визвольної війни, пов'язаний із відродженням казахської державності. Наради представників казахських родів завершились у вересні 1841 обранням Кенесари ханом відновленої казахської держави. Хан Кенесари провів низку адміністративних і судових реформ, спрямованих на посилення централізації влади і створення міцного тилу для продовження боротьби. При хані працювала дорадча ханська рада, до якої входили його сподвижники. Було організовано відомства, відповідальні за збір податків, військову підготовку, дипломатичне листування.
Особливі помічники хана, жасаули, були закріплені за різними родами і мали стежити за виконанням ханських розпоряджень. Судочинство мали право здійснювати тільки ті бії, які мали дозвіл від Кенесари. Для всього кочового населення ханства було визначено податок «зякет», для землеробського — «ушур».
Реформував хан і свою армію. При ньому з'явилась у казахів артилерія, казахи почали освоювати піший стрій. Від полонених і втікачів, солдатів й офіцерів Кенесари переймав основи російської тактики. Він уперше ввів відзнаки та систему нагородження відзначених воїнів. Хану вдалося створити дисципліновану, добре навчену, мобільну кінноту, що налічувала до 20 тисяч чоловік.

##### Бойові дії 1841—1844
Використовуючи короткий перепочинок у боротьбі з Росією, Кенесари почав війну з Коканд для звільнення родів Старшого жузу. У вересні 1841 р. його війська зайняли міста Созак, Яни-Курган, Жулек і Ак Мечеть. Однак 1842 р. перемир'я з російським урядом було порушено. Сибірський загін під командою Сотникова напав на аули Кенесари, зайняв велику кількість худоби і полонених, серед яких була його дружина.
Військові дії в степу відновилися в серпні 1843. Загін із 5000 чоловік під командуванням полковника Візанова виступив із фортеці Цукрового, інші загони вийшли з Омська, Петропавлівська та Каркаралінська. З боку річки Тобила виступив загін султана Ахмета Жантюріна, що складався з відданих царизму казахів. Уміло маневруючи, Кенесари виснажив у боях загін Бізанова і змусив Єгови вересні 1843 відступити в Орськ. Інші ряди з настанням осінніх холодів також були змушені покинути степ і повернутися у фортеці.
Військо Кенесари наприкінці 1843 налічувало 8 тис. чоловік, добре навчених і озброєних, основною базою його служили степу торгах і Иргиза. Колоніальна влада вирішила оточити повстанців одночасним ударом трьох колон із Орська, від Тобила і гір Улитау. Орським загоном командував військовий старшина Лебедєв, Тобильським — султан Ахмет Жантюрін, сибірським — генерал-майор Жемчужніков. Ці загони мали наприкінці травня з'єднатися й замкнути в кільце оточення навколо Кенесари в районі Торг. Проте незнання степових умов, уміла дезінформація, розпущена розвідниками хана, і постійні набіги партизанських загонів зірвали цей план. Маневруючи, повстанці легко пішли від загону Лебедєва та вийшли з оточення. Сибірський загін запізнився, і Лебедєв змушений був повернутися до Орська.
Улітку 1844 для з'єднання з Жемчужнікова було спрямовано загін полковника Дуніковського. У верхів'ях Тобила до нього мав приєднатися Ахмет Жантюрін. Але в ніч із 20 на 21 липня на річці Улкояке Кенесари повністю знищив загін Жантюріна й, обійшовши загони Дуніковського і Жемчужнікова, напав на Оренбурзьку лінію. У середині серпня він розгромив Катерининську сторону з фортецею. Каральні загони були змушені відступити. Царський уряд знову почав переговори з Кенесари. Хан просив провести межу між Казахським ханством і колоніальними військами на річках Нуреїв і Єсиль до Жаіка, тобто вже не вимагав звільнити землі, захоплені раніше. Однак царський уряд мав намір захопити весь казахський степ, щоб почати завоювання Середньої Азії.

##### Відступ казахської армії
До середини 40-х років XIX ст. російські війська вже далеко просунулися вглиб казахської території. Лінії укріплень, що йдуть з боку Сибіру і Оренбурга, мали з'єднатися в кочів'ях Старшого жузу. Перед Росією стояло завдання завершити завоювання Казахстану. Для цього в центрі казахських кочовищ починають зводитися нові фортеці — Кокпектинська (1844), Оренбурзька (Тургай) і Уральська (Іргиз) (1845 р.).
Восени 1845 російські війська та загони відданих царизму ага-султанів почали нові наступи на аули Кенесари. Несучи важкі втрати, казахи були змушені залишити Торгайський степ і відступити в райони річок Сарису і Чу.
Відступивши на південь, хан не припиняв боротьби з російськими військами, однак основні сили були кинуті на війну з Кокандом. З'єднавшись з батир Жанкожа Нурмухамедули, Кенесари почав звільнення казахських родів, які знаходяться під владою Коканду. На початку 1846 р. союз Бухари з Кокандом і похід карального загону генерал-майора Вишневського змусив Кенесари відступити і закріпитися на півострові Камал у гирлі річки Або. Взимку 1846 р. загони кенесарінців з'явилися в кочів'ях Старшого жузу на річці Або й в околицях Алатау. Кенесари звернувся до киргизьких манапів, закликаючи їх до спільної боротьби проти Росії і Коканду. Однак киргизи, очолювані манапом Ормоном, відкинули його пропозицію і почали набіги на аули, підвладні Кенесари. Почалася важка війна на три фронти — проти кокандських військ, киргизів і загону Жемчужникова, що діяв у Жетису.

##### Загибель Кенесари
Протягом 1846—1847 рр. Кенесари зумів об'єднати сили казахів всього Старшого жузу, захопити фортецю Мерк, розпочати будівництво укріплення на річці Шу. Восени 1846г. було укладено перемир'я з киргизами, проте незабаром за намовою кокандців киргизи вбили казахського батира Саурика, і війна відновилася.
Загони Кенесари увійшли 1847 р. до киргизьких земель. Тут казахські війська зіткнулися з величезними труднощами. Незнання місцевості, вороже ставлення з боку місцевого населення, спільні дії киргизів, кокандців і російських загонів присудили поразку. Остання битва Кенесари відбулася в горах Кекли, недалеко від Бішкека. Казахи були оточені кокандськими та киргизькими загонами, в бою загинув брат хана-батир Науризбай, сам Кенесари потрапив у полон. Перед стратою він іще раз звернувся до киргизьких манапів із пропозицією припинити ворожнечу й об'єднати сили для спільної боротьби проти спільного ворога, однак і цього разу манапи відхилили його пропозицію.
Західно-Сибірський генерал-губернатор Горчаков нагородив усіх, хто відзначився у війні, киргизьких манапів, а до вбивці Кенесари, манапа Калігулу Алібекову, звернувся з листом-подякою й нагородив його срібною медаллю. Голови загиблих у боях казахських жігітов були послані в дарунок кокандському хану. У помсту за смерть хана казахи Старшого жузу зробили низку походів до Киргизстану, і кілька манапів були жорстоко покарані.
Після смерті хана Кенесари і поразки казахської армії в Киргизстані майже всі землі Казахстану опинилися під владою Росії, проте опір казахів тривало. У молодшому Жузі діяли загони батира Есет, на Сірдар'ї — Жанкожі Нурмухамедули, у Південному Казахстані — султана Сиздика Кене-сариули.

#### Наступ російських військ у Жетису і на Сирдар'ю
Опір розрізнених загонів тривав дуже довго. Користуючись чисельною і технічною перевагою, російські війська просувалися з боку Омська й Оренбурга на південь, у землі Старшого жузу. 1847 р. великий козачий загін пройшов до Жетису та побудував тут Копальське укріплення. Одночасно колоніальна армія займає низовини Сирдар'і, де заснувала укріплення Раїм, перейменоване в 1848 р. в Аральське.
Казахи, справедливо вважаючи, що будівництво фортець призведе до нових земельних обмежень і поселення козаків, в 1847-48 рр. зробили частішими напади на окремі російські загони, прикордонні укріплення. Незважаючи на опір, наступ російської армії продовжувався. 1850 р. було взято кокандську фортецю Шим-Корган, у серпні 1852 р. — фортеці Камис-Корган і Кос-Корган. З прибуттям російського експедиційного загону в низовинах Сирдар'ї було закладено укріплення Кармакши. 1854 р. з цих укріплень, а також форту Перовської (Ак Мешіт), утворено Сирдар'їнську військову лінію.
Продовжувалось і завоювання Жетису. 1850 р. казахи долини Або, уклавши союз із Коканд і киргизами, почали великомасштабні дії проти російських військ. Центром опору було укріплення бія Таішібека при спаді річки Алмати в Каскелен. Для боротьби з об'єднаним казахсько-кокандським військом була сформована спеціальна військова експедиція під командуванням підполковника Карбишева. У травні 1851 р. російські війська зруйнували укріплення Таішібека й оволоділи Межиріччям Або і Шу.
1853 р. після взяття фортеці Ак Мешіт російський уряд вирішив об'єднати Сибірську і Сирдар'їнську лінію. Для здійснення цього плану в Жетису вийшов загін під командуванням Перемишльського, що всередині 1853 р. побудував Ілійський пікет, а навесні 1854 укріплення Вірне в урочищі Алмати. Із заснуванням Вірного почалася активна колонізація його околиць. 1855 р. сюди прибуло 400 сімей із Сибіру, які утворили Велику Алма-Атинську станицю. Тоді ж утворилися станиці Лепсінська, Урджарська, Мала Алма-Атинська, Талгарська, Іссикська, укріплення Узун-Агацьке та Кастекське. Район Вірного стає захистом колоніальної влади в Жетисі.

#### Повстання Есет батира і Жанкожі Нурмахамедули
У середині 1850-х — початку 1860-х років антиколоніальна війна казахів спалахнула з новою силою. У районі Приаралля казахськими загонами керував батир Есет, у районі нижньої течії Сирдар'ї — Жанкожа Нурмухамедули. Об'єднане кокандсько-казахське військо відновило активні дії проти росіян у Жетисі.
У травні 1853 р. в зв'язку з походом російських військ на Ак-Мешіт і перекиданням вантажів і військ на Сірдар'ї розпочато конфіскацію верблюдів у казахів. Ці дії колоніальної влади слугували приводом для виступу казахського роду шекти під керівництвом Есет-батира. У лютому 1854 р. проти казахів вислано загін барона Врангеля, якому однак не вдалося домогтися успіху.
У 1855 р. до казахського степу дійшли чутки про поразку Росії в Кримській війні, й антиросійський рух активізувався. У липні загони Есет розгромили війська султана-правителя Жантюріна, сам султан був убитий, козацький загін, який супроводжував його, відступив до прикордонної лінії.
Колоніальна влада, не маючи достатньо сил для боротьби з казахами, стала підкуповувати окремих старшин і султанів, розпалювати ворожнечу між казахськими родами, намагаючись розколоти антиросійський рух. Одночасно організовувались каральні експедиції, грабували казахські аули. Особливо жорстоко діяли загони Михайлова, Кузьмінського і Деришева. Влітку 1856 на казахські кочовища знов спала каральна експедиція. У вересні 1858 р. в урочищі Сан загін Есет зазнав остаточної поразки, а залишки його приєдналися до батир Жанкожа. Жанкожа Нурмухамедули, один із союзників Кенесари-хана, спочатку припинив боротьбу з Росією. Однак після будівництва укріплень у пониззі Сирдар'ї та початку козачої колонізації підстаркуватий батир відновив військові дії проти російських військ. У середині грудня 1856 р. в загоні Жанкожі батира було вже більше 1500 казахів, незадоволених колоніальною політикою Росії. Наприкінці грудня казахи обложили Казалінський форт і почали переговори з Хівою та загонами Есет про спільні дії.
У грудні 1858 р. з Ак-Мешіта вийшла каральна експедиція під командуванням генерал-майора Фітінгофа. Й у січні 1859 р. в короткій, але кровопролитній битві казахи зазнали поразки та були змушені відступити на територію Хіви. Казахські аули були піддані жорстоким репресіям.

#### Завершення завоювання Казахстану
Восени 1860 казахи у союзі з Кокандом зробили останню спробу вигнати росіян із Жетису. Кокандський хан направив проти Вірного 12-тисячне військо, до якого приєдналися казахи та киргизи. Багато старшини, що присягнули раніше Росії, стали переходити на бік кокандців. На чолі окремих казахських загонів стали беї Суранші, Дікамбай, Альдекен, Андос, султан Сиздик. Об'єднане військо, що налічувало до 22 тис. осіб, 20 жовтня вийшло до річки Кара-Кастек в урочищі Узинагаш, де зустрілося з російськими загонами. Жорстока кривава битва закінчилася поразкою союзників. Кокандського воєначальника було вбито, узбеки почали безладно відступати, багато замерзли при переході через Шу. Казахи й киргизи деякий час продовжували нападати на російські війська.
Царський уряд вирішив остаточно розправитися з кокандським ханством і непокірними казахами і після кількох розвідувальних походів навесні 1864 спрямувала війська проти них. Російські загони зайняли Мерк, Ауліе Ату, Туркестан, але під Чімкентом зазнали поразки й були змушені відступити. У вересні 1864 наступ поновився з двох сторін: з Туркестану під командуванням полковника Черняєва, з Ауліє-Ати — підполковника Лерхе. Після нетривалої облоги Чимкент було взято штурмом. Так уся територія Казахстану виявилася під владою Росії, і визвольна війна закінчилася поразкою казахів.
Загін казахів під командуванням султана Сиздика в 1864—1873 рр. узяв участь у війні проти Росії на боці спочатку Коканда, потім Бухари і, нарешті, Хіви. Після падіння Хівінського ханства Сиздик емігрує до Афганістану, звідти перебирається до Кашгару, де бере участь у боротьбі проти китайських загарбників. Після захоплення Східного Туркестану Китаєм, восени 1877 Сиз Дик повернувся до Казахстану та відійшов від політичної діяльності. Можна виділити кілька причин поразки казахів:
- технічна перевага російської армії, за якою стояла Російська імперія з величезними людськими й економічними ресурсами;
- зрада значної частини султанів і біїв, що перейшли на російську службу;
- недалекоглядна політика південних сусідів Казахстану — хівинців, кокандців і киргизів, що допомагали Росії в 1830-1840-х рр.. боротися з армією Кенесари хана;
- неузгодженість дій казахів.

Тільки в 1837—1847 рр. казахські війська виступали як єдине ціле, після смерті ж Кенесари кожен казахський рід чинив опір російській експансії поодинці.
Таким чином, народно-визвольна війна 1824—1864 рр. закінчилася поразкою казахів, й уся територія Казахстану опинилася під владою Росії. І тільки в середині 60-х років XIX ст. Казахстан був завойований і перетворився на російську колоніальну околицю. З цього часу починається новий період казахської історії — колоніальний.

### Повстання 1916 року
Страждаючи від голоду та переселень, казахи брали участь у центрально-азійському повстанні, спрямованому проти призову до російської армії, який було оголошено царем у липні 1916 року. Наприкінці цього року російські війська жорстоко придушили повстання. Тисячі казахів загинули, тисячі втекли до Китаю та Монголії.

## ПеріодАлаш-Орди

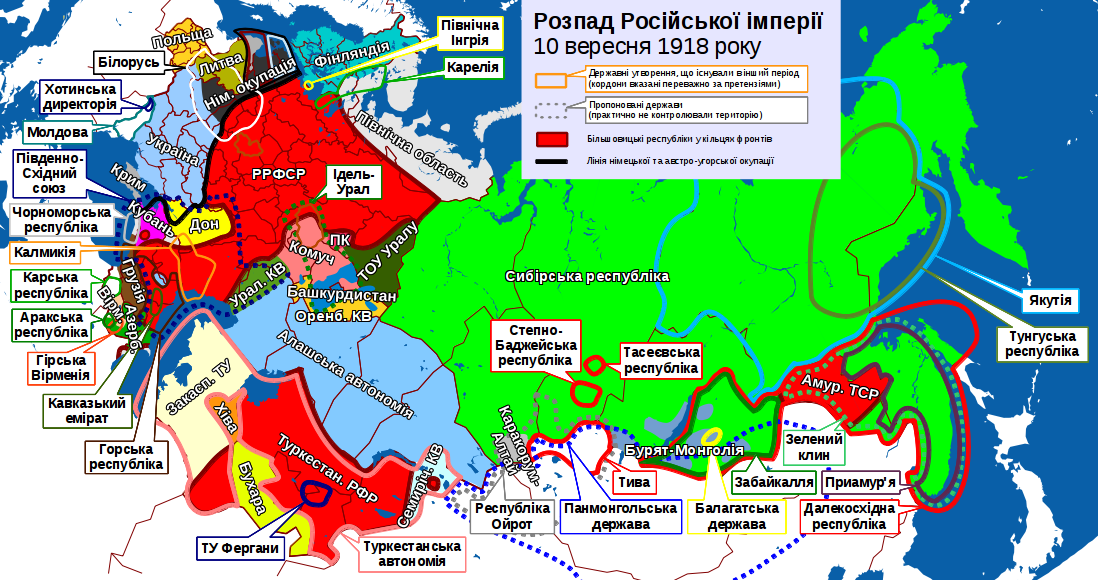
Алашська автономія, Туркестанська автономія та Туркестанська Автономна Радянська Соціалістична Республіка у 1918 році

Правління Російської імперії закінчилося перемогою Російської Революції 1917 року, коли більшовики захопили владу в Росії. Казахська націоналістична партія, Алаш-орда, проголосила автономію казахського народу в грудні 1917 р. Лідери Алаш-Орди (Ахмет Байтурсинов, Аліхан Бокейханов, Міржарип Дулатул, Р. Тинишпаев, Мустафа Шокай) заснували Казахський уряд, що був поділений на східні й західні адміністративні зони у зв'язку з великими розмірами казахської території. Держава, Алашська автономія, проіснувала більше двох років (з 13 грудня 1917 по 26 серпня 1920), перш ніж здатися більшовицької владі, яка прагнула зберегти контроль над Росією при новій політичній системі.

## Розгром Туркестанської (Кокандської) автономії
У січні 1918 р. у відповідь на пред'явлений ультиматум Шокай відмовився визнати владу Рад. Для знищення Туркестанської автономії з Москви до Ташкента прибули 11 ешелонів з військами й артилерією[2], до складу карального загону ввійшли червоноармійці ташкентського гарнізону та вірменські дашнаки. 6 лютого 1918 року більшовики розпочали штурм Коканду і за три дні повністю зруйнували стародавнє місто. Відповіддю на розгром Туркестанської автономії став потужний національно-визвольний партизанський рух, названий більшовиками басмацтвом і ліквідований Радянською владою лише в 30-ті роки [3]. Мустафа Шокай дивом урятувався під час розгрому і таємно втік до Ташкенту. Два місяці тут він проживав нелегально і тоді зійшовся зі старою знайомою Марією Горіною.
Пізніше Шокай говорив: «Ми називали Радянську владу, встановлену в Ташкенті, „ворогом нашого народу“. Я не змінив свій погляд за останні десять років». (Англ. We called the soviet power then established in Tashkent the «enemy of our people». I have not changed my view on the matter in the last ten years.) [4]
Згодом він написав книгу «Туркестан під владою Рад. До характеристики диктатури пролетаріату», в якій дав свій ґрунтовний аналіз відбутих подій.

## Радянський період
Лідери Алаш-Орди спочатку виступали проти більшовиків під час Громадянської війни (1918—1921). У 1920 р. територія Казахстану була проголошена автономною соціалістичною республікою. На початку 1920-х років країна пережила жахливий голод, який забрав життя від 1 до 3 мільйонів казахів. У грудні 1922 р. був заснований СРСР. Казахстан було включено до нього як Казахську Автономну Радянську Соціалістичну Республіку (АРСР). Ця назва залишалася за республікою до 1925 р., перш ніж її було перейменовано в Казахську АРСР. 1929 року м. Алмати стало столицею республіки. 1936 р. Казахська АРСР була перетворена в Радянську Соціалістичну Республіку (РСР) у складі Радянського Союзу.
У 1928 р. радянська влада відсторонила усіх казахських лідерів від управління у місцевих органах влади. Запущено програму колективізації сільського господарства, що передбачала конфіскацію майна й об'єднання всіх орних земель у колективні й радянські господарства (колгоспи і радгоспи). Казахська культура і спосіб життя були фактично зруйновані в результаті державної програми насильницького розселення казахів.
У 1950-х роках Микита Хрущов почав здійснювати державну кампанію з освоєння цілинних земель, метою якої була культивація просторих земельних площ північного Казахстану і південно-західного Сибіру. Незважаючи на загальний провал програми, її результатом стало швидке перетворення північних пасовищних рівнин Казахської республіки на сільськогосподарські угіддя, спеціалізовані на пшениці й інших зернових культурах. Також у 1950-х рр. у східній і центральній частині Казахської РСР був заснований космічний центр — Космодром Байконур. Крім того, створювалися полігони для ядерних випробувань поблизу м. Семипалатинська (зараз Семей) на сході та величезні промислові зони на півночі та сході республіки.
Окрім розвитку Казахстану, Микита Сергійович проводив також політику про зменшенню території республіки шляхом передачі окремих її земель до складу сусідніх республік. Так, 1963 року було передано значну частину Голодного степу на півдні до складу Узбецької РСР. Планувалось також створення на півночі Цілинного краю з подальшою його передачею до складу Російської РФСР. У планах була і передача півострова Мангишлак до складу Туркменістану. Але всі намагання відстоювались першим секретарем Казахської КП Дінмухамедом Кунаєвим та головою Верховної ради Казахської РСР Жумабеком Ташенєвим. За такі відстоювання обоє були зміщені з займаних ними посад. Однак через 2 роки Кунаєв був поновлений на посаді першого секретаря. 1979 року вищим керівництвом СРСР, а саме Юрієм Андроповим, було ініційовано створенні німецької автономної області у складі Казахської РСР, яка не була реалізованою.
1986 року першим секретарем Комуністичної партії Казахстану був призначений росіянин Геннадій Колбін. Це викликало бурю протестів тисяч казахів у Алмати, які виступали проти зміщення з посади Дінмухамеда Кунаєва, керівника республіки з 1960-х років. Дані про точну кількість людей, загиблих під час заколоту 16 грудня 1986 року, коли тисячі молодих людей (переважно студентів) вийшли з протестом на центральну площу Алмати, досі не відомі.
У 1989 р. Колбіна було переведено до Москви і на посаду першого секретаря Компартії Казахстану було призначено Нурсултана Назарбаєва. У березні 1990 р. Верховна Рада Казахської РСР (законодавчий орган республіки) обрала Назарбаєва на посаду першого Президента Казахської Республіки. У грудні 1991 р. Назарбаєв здобув беззаперечну перемогу на перших демократичних президентських виборах республіки, набравши 95 відсотків голосів. Незалежність Казахстану була проголошена трохи пізніше того ж місяця, незадовго до розпаду СРСР.

### Перший голод у Казахстані 1919—1922
«Перший голод у Казахстані 1919-1922 років» — перший голод у сільських районах Казахської РСР. Масова загибель сільського населення Казахстану, переважну більшість якого становили казахи (1 млн осіб)

### Голодомор 1932—1933 років
Голод в Казахстані 1932-1933 років — голод у сільських районах Казахської РСР. Масова загибель сільського населення Казахстану, переважну більшість якого становили казахи (1,5 млн осіб) — 40 % населення казахів

### Повстання в Казахстані 1929—1931
- Докладніше: Повстання в Казахстані 1929 — 1931

Президент Казахстану Нурсултан Назарбаєв у своїй книзі «Стратегія незалежності» пише:
….Питання про чисельність казахів-жертв голоду 1929 −1933 років, пов'язаних із ним епідемій і міграцій залишається поки що відкритим. Амплітуда думок з приводу кількості загиблих в ці роки коливається в межах від 1 мільйона 750 тисяч до 2 мільйонів 200 тисяч. Це означає, що під час колективізації загинуло від 42 до 49 відсотків корінного етносу. Майже 1 мільйон 30 тисяч чоловік відкочували в роки голоду за межі республіки, з них 616 тисяч — незворотно.
Силова політика держави наштовхнулася на запеклий опір народу. На боротьбу з режимом підіймалися все більше населення. Рух опору охопив увесь Казахстан. У 1929—1931 роках мали місце понад 380 селянських бунтів і повстань, що охопили майже 80 тисяч людей. Найбільшими з них були сузакське, іргізьке, аксуйське, абралінське, адаєвське, абралінське, Каракумське й інші повстання. Усі вони придушувалися найжорстокішим чином регулярними військами Червоної Армії…. 

### Грудневе повстання
Грудневе повстання, також Желтоксан (каз. Желтоқсан — грудень) — виступ молоді під антирадянськими і сепаратистськими гаслами в Алма-Аті, що була того часу столицею Казахської РСР, що відбувся 16 грудня 1986. В історичній літературі Казахстану дану подію називають «грудневими подіями». Події грудня 1986 стали першими в СРСР масовим мітингом, в ході яких висувалися антирадянські і націоналістичні гасла.

## Після 1991

### Доба Назарбаєва
Казахстан проголосив незалежність 16 грудня 1991 року, ставши останньою радянською республікою, яка проголосила незалежність. Цього ж року пройшли перші президентські вибори де був лише один кандидат Назарбаєв, його і оголосили переможцем з результатом 99 %. У 1993 році Казахстан ратифікував свою першу пострадянську Конституцію, й у березні 1994 р. у незалежній республіці проводилися перші вільні багатопартійні вибори до законодавчих органів влади. Прибічники Президента Назарбаєва утворювали найвпливовішу групу зі 177 членів у новому Парламенті. Народна партія Єдність (НПЄ), центристська партія на чолі з Назарбаєвим, отримала 33 місця, а окремі представники, висунуті Назарбаєвим — 42 місця в Парламенті. Незалежні кандидати, які, в своїй більшості, були також прибічниками політики Н. Назарбаєва, отримали 59 місць.

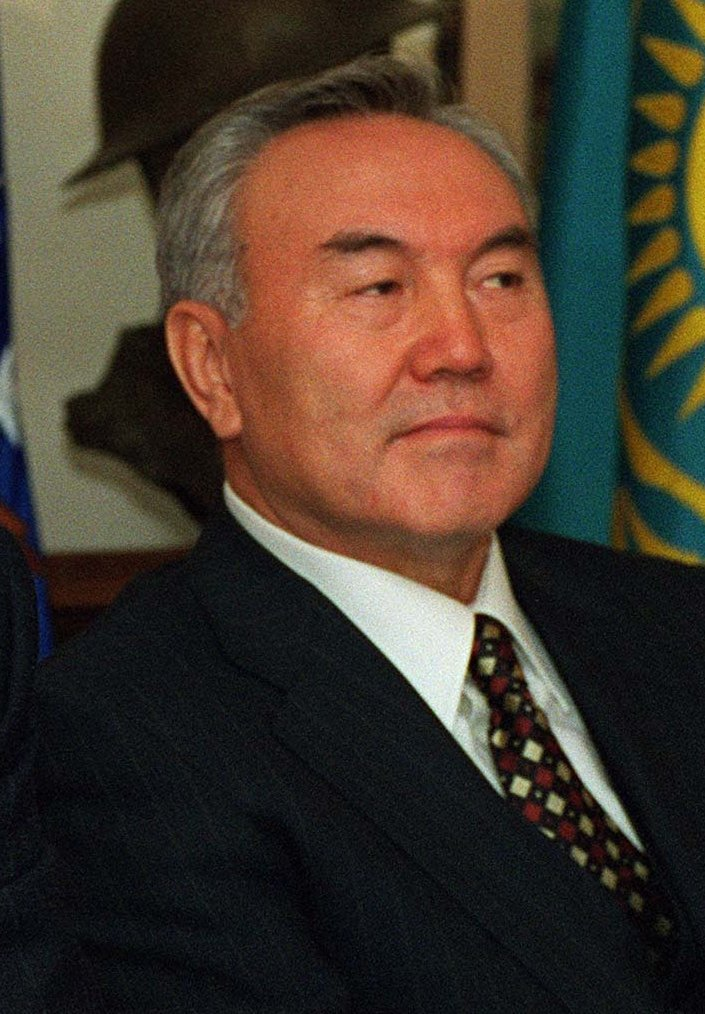
Н. Назарбаєв

У результаті квітневого референдуму термін правління Назарбаєва, що закінчувався у 1996 р., був продовжений до 2000 року. Тим часом, була почата робота з розробки проєкту нової конституції. У серпні 1995 р. результатом всенародного референдуму стало ухвалення нової Конституції, якою були внесені перетворення в структуру законодавчого органу республіки, а саме, він поділений на дві палати з меншою кількістю членів. Вибори до нового законодавчого органу були проведені в грудні, останній тур виборів завершився на початку 1996 року. Прибічники Назарбаєва були у більшості і в новому Парламенті. Нова Конституція Казахстану надала широкі повноваження президенту республіки, включаючи право управління на основі декрету і на розпуск Парламенту.
У листопаді 1997 р. уряд Казахстану офіційно переїхав з Алмати в нову столицю Акмолу (пізніше Астана, Нурсултан, наразі знову — Астана), невелике місто в північному Казахстані. Переміщення столиці з Алмати в Астану було схвалене парламентом в липні 1994 р.

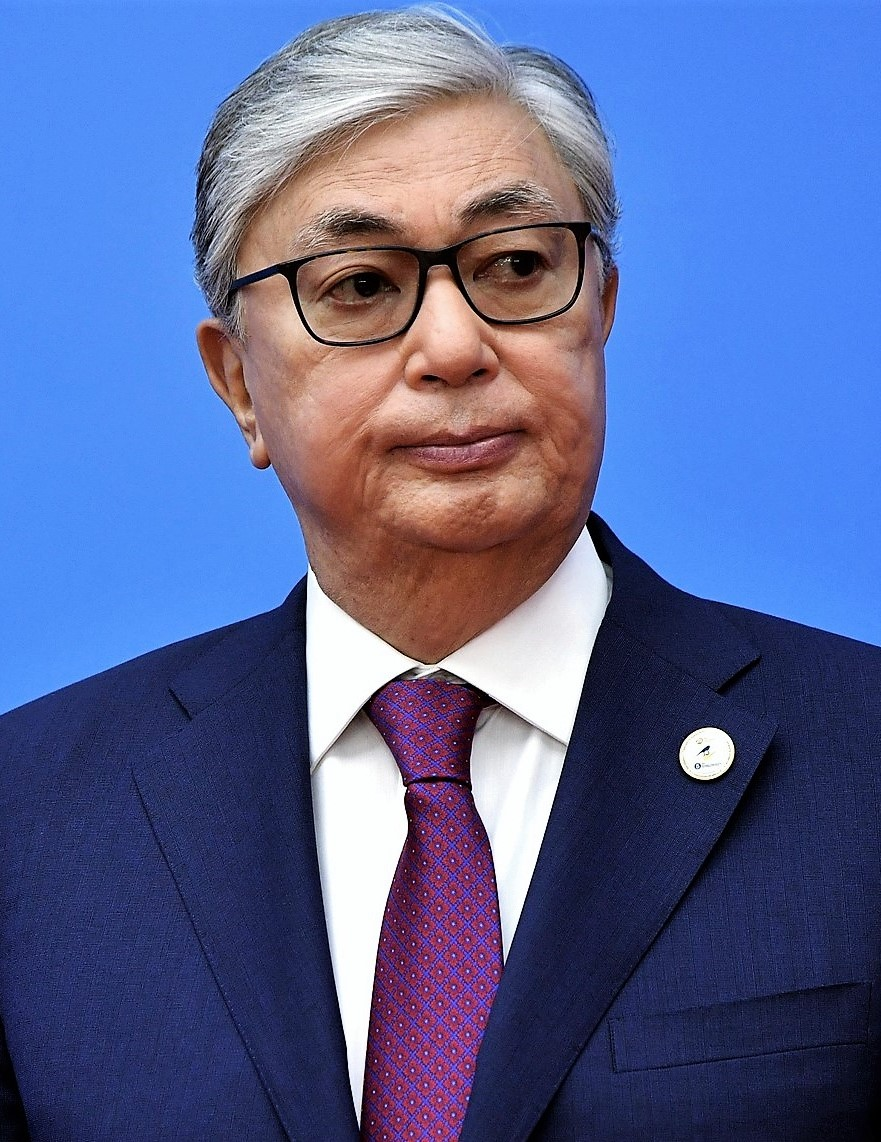
Касим-Жомарт Токаєв

У 1999 році Назарбаєв знову був оголошений переможцем президентських виборів із результатом 80 %. У 2005 — з результатом 91 %, у 2011 — з результатом 91 %, у 2016 — з результатом 96 %. Впродовж 2000-х років Казахстан остаточно перетворився на авторитарний режим. Навесні 2019 року Назарбаєв склав президентські повноваження і на позачергових виборах 2019 року новим президентом був оголошений Касим-Жомарт Токаєв. Вибори було визнано сфальсифікованими.
Останнім часом у Казахстані все частіше відбуваються громадські протести проти авторитаризму.

### Протести 2022 року. Операція ОДКБ
З 1 січня 2022 року у Казахстані зросли ціни на зріджений газ для автомобілів. Через це у нафтовидобувному місті Жанаозен 2 січня відбулися акції протесту. За кілька днів вони переросли у протести по всьому Казахстану і стали акціями проти чинної авторитарної влади у країні. Протестувальники вимагали відставку президента Токаєва, уряду та парламенту, створення тимчасового уряду та проведення нових прозорих виборів у країні, а також політичних реформ. Влада застосувала поліцію та збройні сили проти мітингувальників, розпочала антитерористичну операцію у Алмати, ввела надзвичайний стан у державі. Станом на 7 січня Міністерство внутрішніх справ повідомило про 26 убитих та 18 поранених.
5 січня президент Казахстану Касим-Жомарт Токаєв звернувся до держав-членів ОДКБ з метою надання ними допомоги у боротьбі з «бандитами та терористами», тобто протестувальниками. Уже 6 січня колективні сили ОДКБ у складі військовослужбовців Росії, Білорусі, Вірменії, Таджикистану та Киргизстану відправилися до Казахстану. 

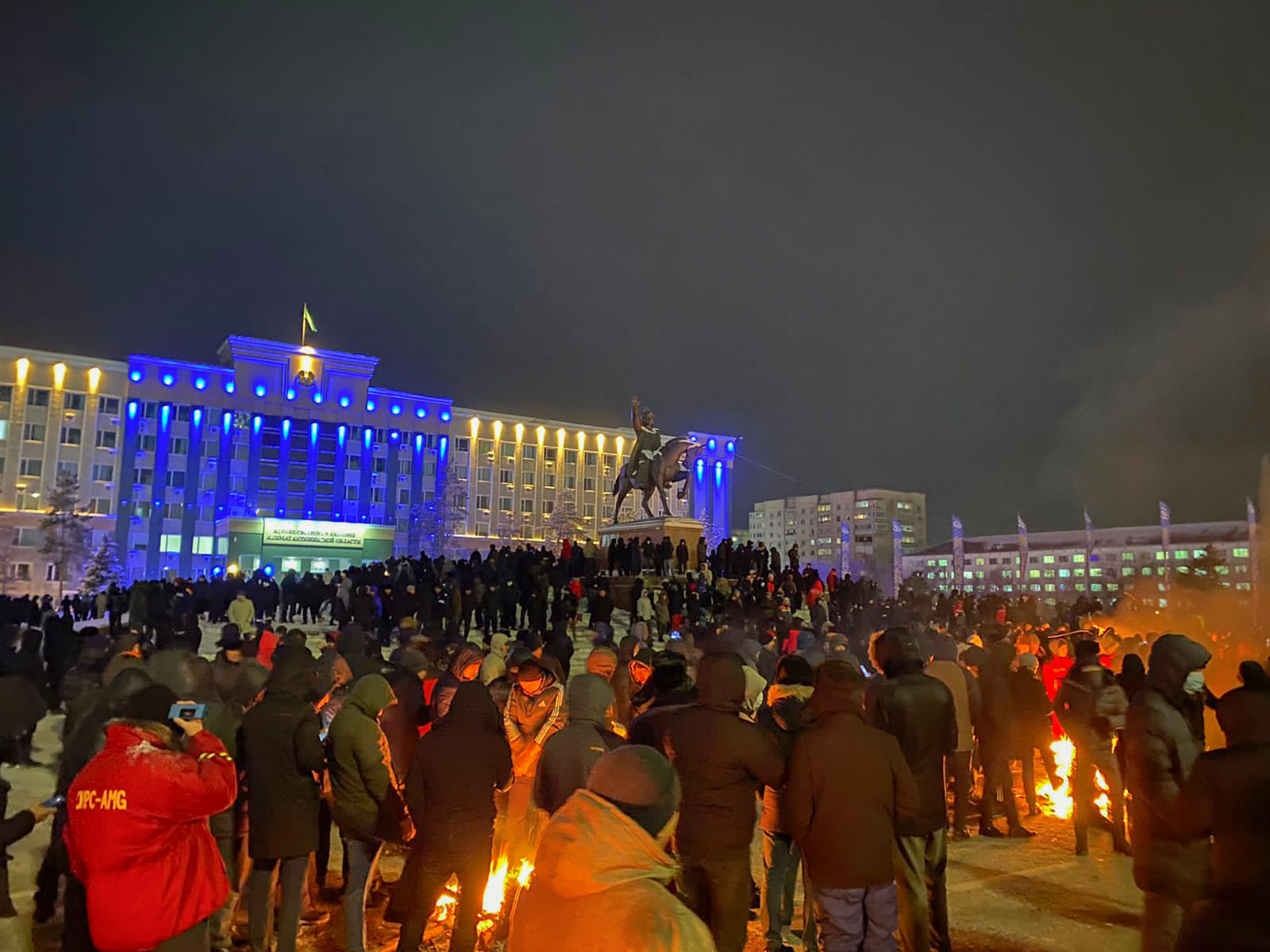
Акція протесту у Актобе 4 січня
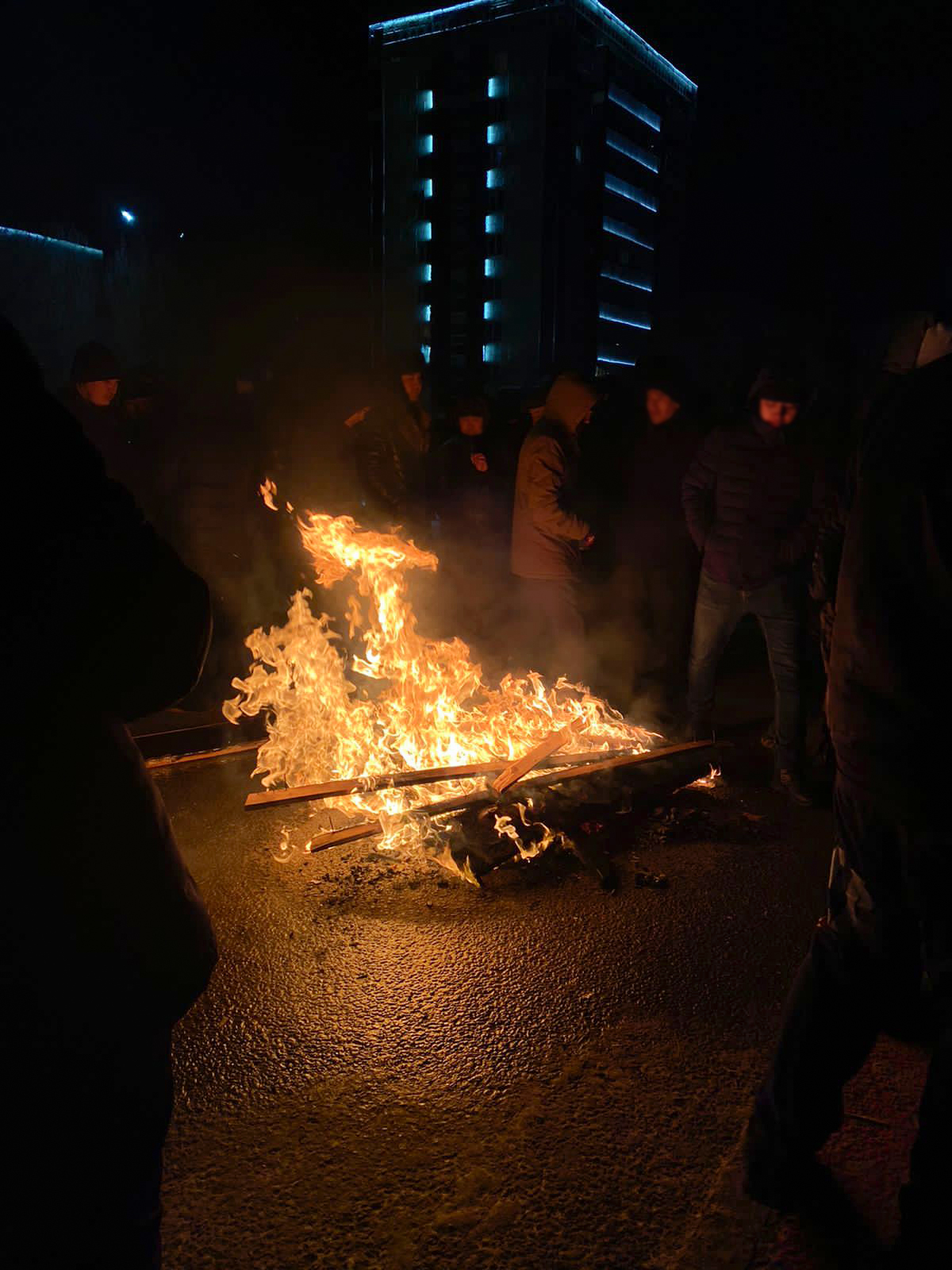
Демонстрація в Актобе, 4 січня 2022
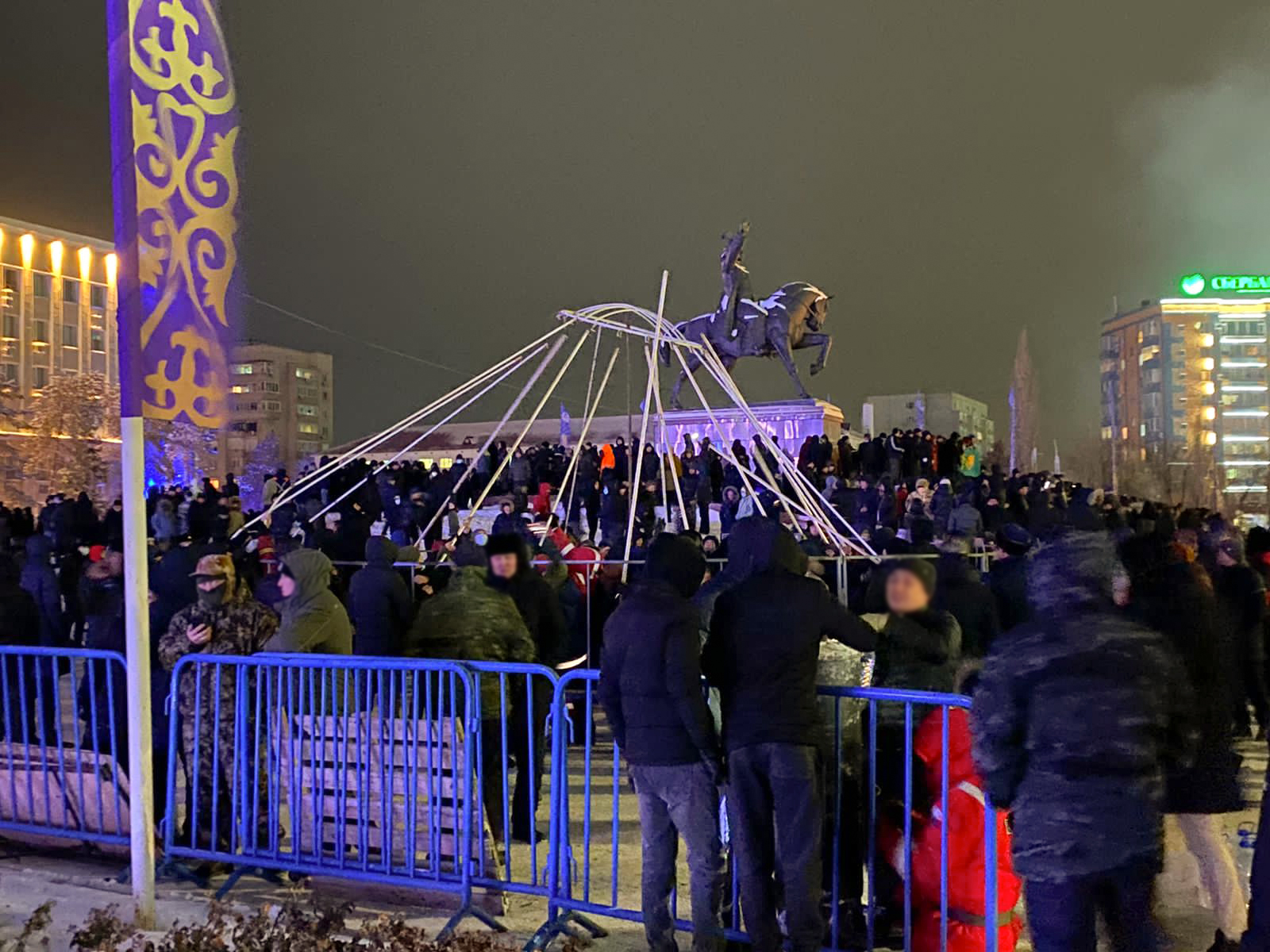
Протестувальники встановлюють юрту в Актобе, 4 січня 2022